# ماركينيوس (لاعب كرة قدم مواليد 1992)
ماركينيوس هو لاعب كرة قدم برازيلي في مركز الوسط، ولد في 1 أبريل 1992 في فرانكا في البرازيل. لعب مع جمعية أرابيراكا الرياضية ونادي كروزيرو.

## وصلات خارجية
- ماركينيوس (لاعب كرة قدم مواليد 1992) على موقع Soccerway.com (الإنجليزية)